# Alert Bay Airport
Alert Bay Airport är en flygplats i Kanada.   Den ligger i provinsen British Columbia, i den sydvästra delen av landet, 3 800 km väster om huvudstaden Ottawa. Alert Bay Airport ligger 72 meter över havet. Den ligger på ön Cormorant Island.
Terrängen runt Alert Bay Airport är platt åt nordväst, men åt sydost är den kuperad. Havet är nära Alert Bay Airport åt nordost.Trakten är glest befolkad. Närmaste större samhälle är Port McNeill, 11,6 km väster om Alert Bay Airport. 